# Odprto prvenstvo Francije 2009
Odprto prvenstvo Francije 2009 je teniški turnir za Grand Slam, ki je med 24. majem in 7. junijem 2009 potekal v Parizu.

## Moški posamično
Roger Federer :  Robin Söderling, 6–1, 7–6(7–1), 6–4

## Ženske posamično
Svetlana Kuznecova :  Dinara Safina, 6–4, 6–2

## Moške dvojice
Lukas Dlouhy /  Leander Paes :  Wesley Moodie /  Dick Norman, 3–6, 6–3, 6–2

## Ženske dvojice
Anabel Medina Garrigues /  Virginia Ruano Pascal :  Viktorija Azarenka /  Jelena Vesnina, 6–1, 6–1

## Mešane dvojice
Liezel Huber /  Bob Bryan :  Vania King /  Marcelo Melo, 5–7, 7–6(5–7), 10–7